# Records de la Barbade d'athlétisme

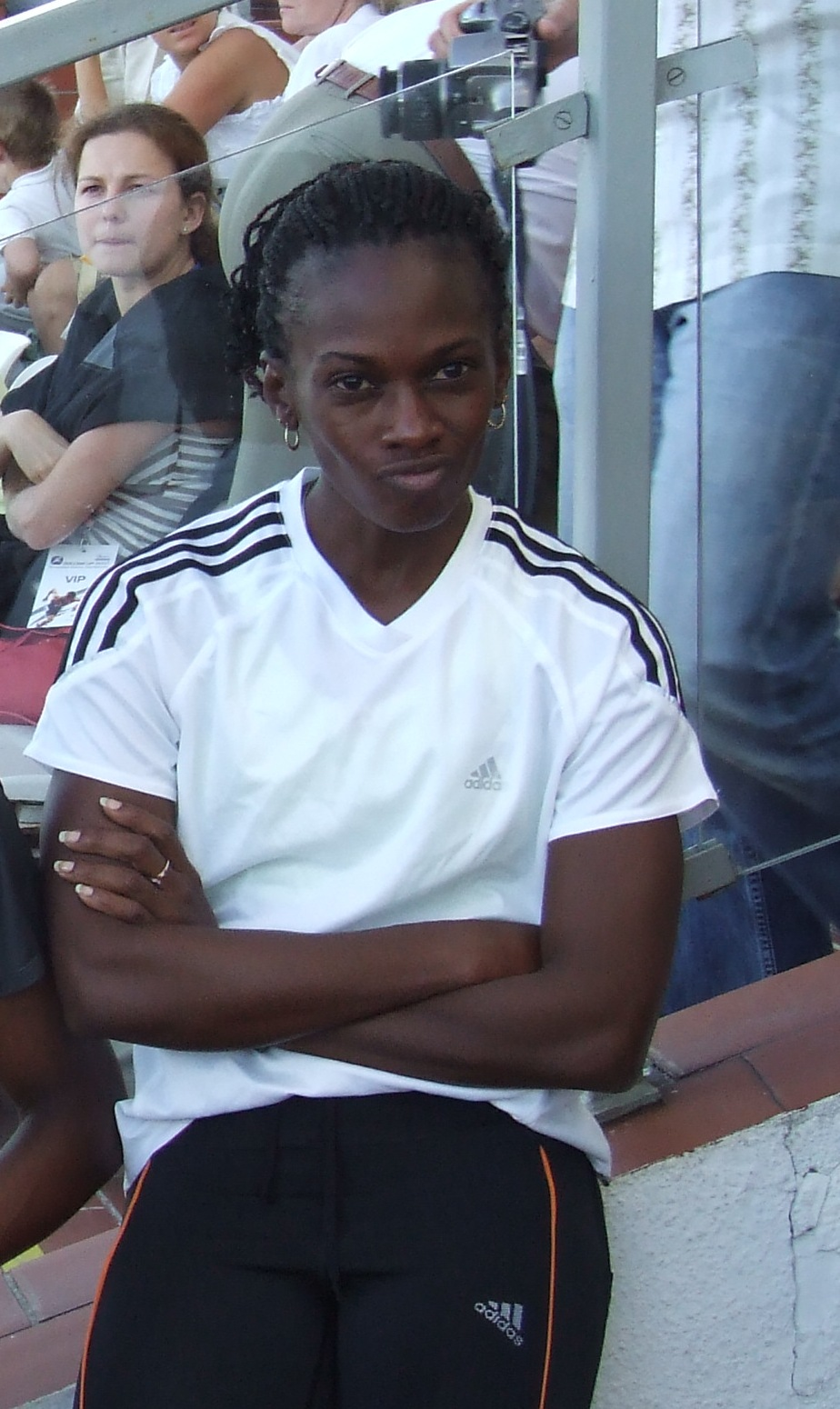
Andrea Blackett.

Les records de la Barbade d'athlétisme sont les meilleures performances réalisées par des athlètes barbadiens et homologuées par la Fédération barbadienne d'athlétisme (AAB).

## Plein air

### Hommes
| Épreuve              | Record | Athlète                                                                     | Date                        | Compétition                                          | Lieu          | Réf.   |
| -------------------- | --- | --------------------------------------------------------------------------- | --------------------------- | ---------------------------------------------------- | ------------- | ------ |
| 100 m                | 9 s 87 (-0,2 m/s) | Obadele Thompson                                                            | 11 septembre 1998           | Coupe du monde des nations                           | Johannesburg  |        |
| 200 m                | 19 s 97 (-0,9 m/s) | Obadele Thompson                                                            | 9 septembre 2000            |                                                      | Yokohama      |        |
| 400 m                | 44 s 43 | Jonathan Jones                                                              | 15 mai 2022                 | Championnats de la Big 12 Conference                 | Lubbock       | [ 1 ]  |
| 800 m                | 1 min 45 s 83 | Jonathan Jones                                                              | 24 mars 2022                | Texas Relays                                         | Austin        | [ 2 ]  |
| 1 500 m              | 3 min 47 s 82 | Leo Garnes                                                                  | 4 avril 1991                | Texas Relays                                         | Austin        |        |
| 3 000 m              | 8 min 35 s 9 | Leo Garnes                                                                  | 6 mai 1989                  | Jeux de la CARIFTA                                   | Port of Spain |        |
| 5 000 m              | 14 min 20 s 2 | Leo Garnes                                                                  | 5 juin 1992                 |                                                      | Bridgetown    |        |
| 10 000 m             | 30 min 44 s 30 | Leo Garnes                                                                  | 22 avril 1993               |                                                      | Albany        |        |
| Marathon             | 2 h 29 min 40 s | Reuben McColin                                                              | 4 décembre 1988             |                                                      | Bridgetown    |        |
| 110 m haies          | 13 s 14 (+0,1 m/s) | Ryan Brathwaite                                                             | 20 août 2009 6 juillet 2013 | Championnats du monde Meeting Areva                  | Berlin Paris  | [ 3 ]  |
| 400 m haies          | 48 s 79 | Rasheeme Griffith                                                           | 9 mai 2024                  | Championnats SEC                                     | Gainesville   |        |
| 3 000 m steeple      | 9 min 07 s 3 | Leo Garnes                                                                  | 7 juin 1992                 |                                                      | Bridgetown    |        |
| Saut en hauteur      | 2,25 m | Henderson Dottin                                                            | 12 avril 2008               | UTEP Invitational                                    | El Paso       | [ 4 ]  |
| Saut à la perche     | 3,70 m | Clifford Brooks                                                             | 13 août 1977                |                                                      | Londres       |        |
| Saut à la perche     | 3,70 m | Victor Houston                                                              | 7 avril 1994                | Texas Relays                                         | Austin        |        |
| Saut en longueur     | 7,88 m (+1,0 m/s) | Charles Greaves                                                             | 24 mai 2018                 | Championnats NCAA 2e Division                        | Charlotte     | [ 5 ]  |
| Triple saut          | 16,70 m | Alvin Haynes                                                                | 17 mai 1992                 |                                                      | Starkville    |        |
| Lancer du poids      | 19,05 m | Triston Gibbons                                                             | 18 mai 2021                 | Championnats AAC                                     | Tampa         |        |
| Lancer du disque     | 55,64 m | Triston Gibbons                                                             | 18 mars 2021                | Spring Break Invitational                            | Houston       | [ 6 ]  |
| Lancer du marteau    | 54,68 m | Dequan Lovell                                                               | 4 mai 2018                  | Championnats de la Great Midwest Athletic Conference | Hillsdale     | [ 7 ]  |
| Lancer du javelot    | 78,71 m | Janeil Craigg                                                               | 8 avril 2017                | Grenada Invitational                                 | Saint-Georges | [ 8 ]  |
| Décathlon            | 7 777 pts | Victor Houston                                                              | 5-6 août 1997               | Championnats du monde                                | Athènes       |        |
| Décathlon            | 10 s 72 (+0,2 m/s) (100 m), 7,57 m (+0,3 m/s) (longueur), 12,82 m (poids), 2,03 m (hauteur), 47 s 91 (400 m) / 13 s 92 (+0,8 m/s) (110 m haies), 33,56 m (disque), 3,50 m (perche), 62,10 m (javelot), 4 min 32 s 30 (1 500 m) |                                                                             |                             |                                                      |               |        |
| 20 km marche (route) | 1 h 43 min 25 s | Eon Mitchell                                                                | 25 juin 1999                | Championnats de la Barbade                           | Bridgetown    |        |
| 50 km marche (route) | |                                                                             |                             |                                                      |               |        |
| 4 × 100 m            | 38 s 41 | Équipe nationale Shane Brathwaite Mario Burke Burkheart Ellis Jaquone Hoyte | 2 août 2018                 | Jeux d'Amérique centrale et des Caraïbes             | Barranquilla  | [ 9 ]  |
| 4 × 200 m            | 1 min 21 s 88 | Équipe nationale Ramon Gittens Andrew Hinds Shane Brathwaite Fallon Forde   | 24 mai 2014                 | Relais mondiaux de l'IAAF                            | Nassau        | [ 10 ] |
| 4 × 200 m            | 1 min 21 s 88 | Équipe nationale Ramon Gittens Levi Cadogan Andrew Hinds Fallon Forde       | 24 mai 2014                 | Relais mondiaux de l'IAAF                            | Nassau        | [ 11 ] |
| 4 × 400 m            | 3 min 01 s 60 | Équipe nationale Richard Louis David Peltier Clyde Edwards Elvis Forde      | 11 août 1984                | Jeux olympiques                                      | Los Angeles   |        |

### Femmes
| Épreuve              | Record | Athlète                                                                    | Date             | Compétition                | Lieu                | Réf.   |
| -------------------- | --- | -------------------------------------------------------------------------- | ---------------- | -------------------------- | ------------------- | ------ |
| 100 m                | 11 s 14 (+2,0 m/s) | Tristan Evelyn                                                             | 16 mai 2021      | Championnats AAC           | Tampa               | [ 12 ] |
| 200 m                | 22 s 59 (+1,5 m/s) | Sada Williams                                                              | 9 mars 2024      | GC Foster Classic          | Spanish Town        | [ 13 ] |
| 400 m                | 49 s 58 | Sada Williams                                                              | 21 août 2023     | Championnats du monde      | Budapest            | [ 14 ] |
| 800 m                | 2 min 02 s 23 | Sade Sealy                                                                 | 7 août 2019      | Jeux panaméricains         | Lima                | [ 15 ] |
| 1 500 m              | 4 min 25 s 61 | Sade Sealy                                                                 | 22 février 2020  | Louis Lynch Ch.            | Bridgetown          |        |
| 3 000 m              | 10 min 18 s 48 | Elizabeth Williams                                                         | 27 mars 2016     | Jeux de la CARIFTA         | Saint-Georges       | [ 16 ] |
| 5 000 m              | 18 min 40 s 00 | Yvette Mayers                                                              | 17 avril 1998    |                            | La Nouvelle-Orléans |        |
| 10 000 m             | |                                                                            |                  |                            |                     |        |
| Marathon             | 3 h 06 min 07 s | Caroline Moorat                                                            | 7 juin 1987      |                            | Port of Spain       |        |
| 100 m haies          | 12 s 88 (-1,0 m/s) | Kierre Beckles                                                             | 27 août 2015     | Championnats du monde      | Pékin               | [ 17 ] |
| 400 m haies          | 53 s 36 | Andrea Blackett                                                            | 25 août 1999     | Championnats du monde      | Séville             |        |
| 3 000 m steeple      | |                                                                            |                  |                            |                     |        |
| Saut en hauteur      | 1,95 m | Akela Jones                                                                | 13 avril 2016    | Mt. SAC Relays             | Azusa               |        |
| Saut à la perche     | |                                                                            |                  |                            |                     |        |
| Saut en longueur     | 6,80 m | Akela Jones                                                                | 29 mai 2021      | Chula Vista Field Festival | Chula Vista         | [ 18 ] |
| Triple saut          | 13,35 m (+0,2 m/s) | Seidre Forde                                                               | 4 avril 2008     | Texas Relays               | Austin              |        |
| Lancer du poids      | 17,14 m | Shernelle Nicholls                                                         | 13 mai 2007      | Championnats du Big 12     | Lincoln             | [ 19 ] |
| Lancer du disque     | 52,00 m | Shernelle Nicholls                                                         | 29 mars 2008     | Missouri Relays            | Columbia            | [ 20 ] |
| Lancer du marteau    | 58,21 m | Shernelle Nicholls                                                         | 19 avril 2007    | Kansas Relays              | Lawrence            | [ 21 ] |
| Lancer du javelot    | 47,00 m | Deandra Dottin                                                             | 24 mars 2008     | Jeux de la CARIFTA         | Basseterre          | [ 22 ] |
| Heptathlon           | 6 307 pts | Akela Jones                                                                | 13-14 avril 2016 | Mt. SAC Relays             | Azusa               | [ 23 ] |
| Heptathlon           | 13 s 36 (+1,5 m/s) (100 m haies), 1,95 m (hauteur), 13,64 m (poids), 25 s 28 (+1,9 m/s) (200 m) / 6,12 m (+0,4 m/s) (longueur), 38,97 m (javelot), 2 min 28 s 70 (800 m) |                                                                            |                  |                            |                     |        |
| 20 km marche (route) | 2 h 25 min 20 s | Vera Batson                                                                | 5 juin 1992      |                            | Bridgetown          | [ 24 ] |
| 4 × 100 m            | 44 s 34 | Équipe nationale Lyn-Marie Cox Genna Williams Jade Bailey Luan Weekes      | 1er août 2004    | Championnats NACAC-23      | Sherbrooke          | [ 25 ] |
| 4 × 400 m            | 3 min 30 s 72 | Équipe nationale Joanne Durant Andrea Blackett Melissa Straker Tanya Oxley | 30 juillet 1999  | Jeux panaméricains         | Winnipeg            |        |